# Kirill Semjonowitsch Serebrennikow

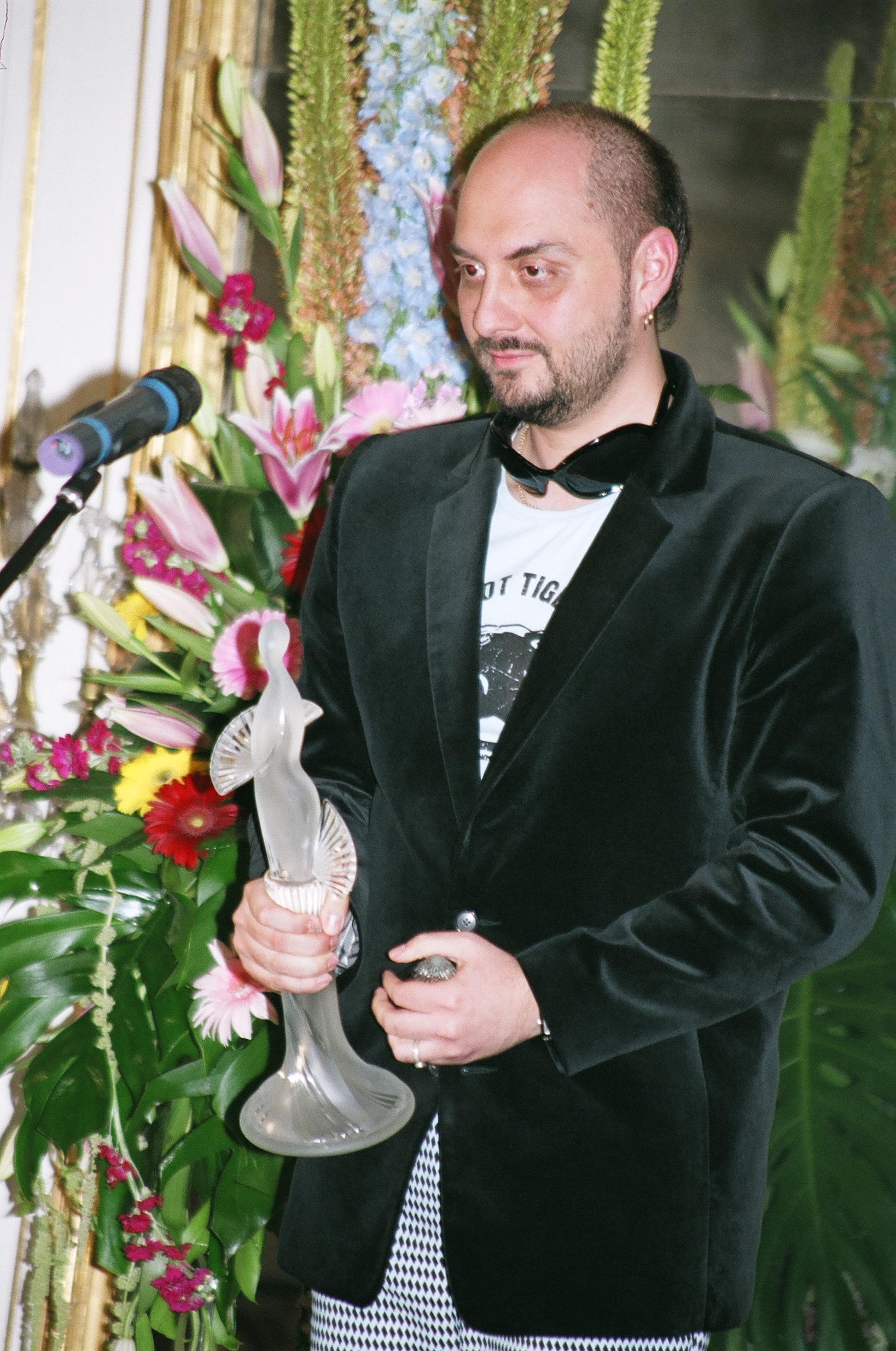
Kirill Serebrennikow (2011)

Kirill Semjonowitsch Serebrennikow (russisch Кири́лл Семёнович Сере́бренников; Betonung: Kiríll Semjónowitsch Serébrennikow; * 7. September 1969 in Rostow am Don, Sowjetunion) ist ein russischer Theater-, Opern- und Filmregisseur.

## Leben
Serebrennikow erhielt schon zu Schulzeiten eine Auszeichnung für die erste Amateur-Theateraufführung, die er in der Schule erarbeitet hatte. Im Jahr 1992 schloss er ein Physikstudium an der Staatlichen Universität in Rostow ab. Mehrere Jahre fungierte er als Direktor des Amateurtheaters. 1990 wurde die Bühne in eine professionelle umgewandelt. Ab 1998 lebte er in Moskau. Er inszenierte am Moskauer Künstlertheater und arbeitete auch für den Film. Seit April 2022 lebt er in Berlin.
2010 war Serebrennikow Regisseur des Stücks Die toten Seelen (von Nikolai Gogol) am Lettischen Nationaltheater. Die als „Künstlernacht“ bezeichnete Aufführung wurde als beste Aufführung des Jahres prämiert. In diesem Schauspiel wurden alle Rollen von neun männlichen Schauspielern gespielt, Serebrennikow erhielt positive Bewertungen von den Kritikern. 2012 inszenierte der Regisseur Georg Büchners Woyzeck.
Serebrennikow hat auch Opern-Inszenierungen für das Mariinsky-Theater und das Bolschoi-Theater erarbeitet, war dort auch Regisseur und Ausstatter eines Balletts. Darüber hinaus hat er an der Komischen Oper Berlin und der Stuttgarter Oper inszeniert. Seit 2008 ist er Professor der Moskauer Theaterschule, wo er eine Klasse mit Schauspielern und Regisseuren hat. Seine Produktionen wurden bei den Wiener Festwochen und dem Festival von Avignon präsentiert. Seine Filme wurden auf dem Filmfestival Cannes, dem Locarno Film Festival, dem Filmfestival Rom und dem Internationalen Filmfestival Warschau gezeigt, wo sein Film Yuri’s Day (Originaltitel: Yurev den) den Grand Prix erhielt.
2012 wurde Serebrennikow zum künstlerischen Leiter des Moskauer Avantgardetheaters Gogol-Zentrum ernannt. Seine Absicht, das Leben von Pjotr Iljitsch Tschaikowski zu verfilmen, scheiterte im Herbst 2013, da er keine ausreichende Finanzierung für die Dreharbeiten auf die Beine stellen konnte. Außerdem hatte der russische Kulturminister Wladimir Medinski gefordert, das Privatleben des Komponisten und seine „angebliche Homosexualität“ außen vor zu lassen. Laut dem staatlichen Kinofonds habe das Projekt kein kommerzielles Potential. Es verlor auch andere Sponsoren, die sich an einem „skandalösen“ Film nicht beteiligen wollten.
2017 erarbeitete er am Bolschoi-Theater gemeinsam mit dem Choreographen Juri Possochow ein Ballett über die Persönlichkeit von Rudolf Nurejew. Die Premiere musste wegen Protesten der Russisch-orthodoxen Kirche verschoben werden; sie kam im Dezember 2017 zustande, allerdings ohne Serebrennikow, der zu diesem Zeitpunkt bereits unter Hausarrest stand. Im April 2023 wird die Produktion infolge des Gesetzes gegen so genannte „Propaganda von nicht-traditionellen sexuellen Beziehungen“ aus dem Programm genommen.
2018 kam sein Spielfilm Leto (Sommer) über den Beginn der Karriere des Rockmusikers und Dichters Wiktor Zoi in die Kinos. Bei den Filmfestspielen von Cannes wurde er für den Soundtrack ausgezeichnet. Ende 2018 wurde sein Revolutionsstück Barokko in Moskau uraufgeführt.

### Vorwürfe, Verfolgungsakte
Im Mai 2017 wurden die Wohnung von Serebrennikow und das Gogol-Zentrum von den Strafverfolgungsbehörden im Zusammenhang mit angeblichen Veruntreuungen im Siebten Studio, der gemeinnützigen Organisation von Serebrennikow, durchsucht. Unter anderem haben Wladimir Urin und Jewgeni Mironow in einem offenen Brief, der Wladimir Putin überreicht wurde, ihre Unterstützung für Serebrennikow ausgesprochen. Im Juni 2017 rief Serebrennikow gar das Publikum auf zu bestätigen, dass es das Stück Ein Sommernachtstraum gesehen hatte; dies, um den „irrsinigen“ Vorwurf eines staatlichen Komitees zu entkräften, er habe den für diese Produktion bewilligten Beitrag im Umfang von 68 Millionen Rubel unterschlagen.
Serebrennikow wurde am 22. August 2017 in Russland festgenommen, nachdem zuvor bereits sein Pass eingezogen worden war.
Eine von Thomas Ostermeier und Marius von Mayenburg initiierte und an Bundeskanzlerin Angela Merkel adressierte Protesterklärung, in der diese die Rücknahme der Maßnahmen gegen Serebrennikow fordern, wurde von vielen Kulturschaffenden unterzeichnet. Unter den mit Serebrennikow solidarischen Künstlern befinden sich neben der Hollywood-Schauspielerin Cate Blanchett, dem Regisseur Volker Schlöndorff und dem russisch-deutschen Pianisten Igor Levit auch die österreichische Literatur-Nobelpreisträgerin Elfriede Jelinek sowie die deutsche Schauspielerin Nina Hoss. Die Initiatoren riefen Bürger auf, die Erklärung zu unterschreiben.
Im zunehmend homosexuellenfeindlicheren Putinismus wurde der Spielraum des offen schwul lebenden Serebrennikows immer enger. Leonid Nikitinsky interpretierte im Oktober 2017 Äußerungen Putins als Hinweis, dass in diesem Falle wohl ein Exempel statuiert werden solle. Marius Ivaškevičius berichtete Anfang Dezember 2017 von der offensichtlich wegen Serebrennikows Abführung zum Verhör um Monate verspäteten Premiere von Serebrennikows „Nurejew“ am Bolschoi-Theater sowie von der Zwischenverhandlung vor Gericht. Wenige Tage vor der Berufungsverhandlung starb Serebrennikows Mutter. Serebrennikow wurde es nur erlaubt, die Urne mit ihrer Asche zu sehen.
Die Staatsanwaltschaft in Moskau forderte am 22. Juni 2020 wegen Veruntreuung der staatlichen Gelder sechs Jahre Lagerhaft und 800.000 Rubel (rund 10.300 Euro) Geldstrafe für Serebrennikow. Am 26. Juni 2020 wurde er in der Sache schuldig gesprochen und zu einer dreijährigen Bewährungsstrafe verurteilt.

### Fortsetzung der künstlerischen Arbeit
2018 gelang es dem Zürcher Opernhaus, eine Aufführung von Mozarts Oper Così fan tutte unter der Regie Serebrennikows herauszubringen, obwohl er in Russland im Gefängnis saß. Vorarbeiten dazu hatte Serebrennikow schon 2016 gemacht. Sein Regieassistent Jewgeni Kulagin fungierte als Ko-Regisseur und war Mittelsmann zwischen Zürich und Serebrennikow. Mit Videoaufzeichnungen konnte Serebrennikow Änderungswünsche bei der Erarbeitung der Inszenierung einbringen. Diese Inszenierung wird seit 11. März 2023 in überarbeiteter Fassung an der Komischen Oper Berlin gezeigt. In gleicher Weise kam 2019 seine Inszenierung von Verdis Oper Nabucco in Hamburg zustande. Im April 2021 präsentierte die Wiener Staatsoper seine düstere Deutung des Wagner’schen Bühnenweihfestspiels Parsifal, dessen erster Akt in einem russischen Gefängnis angesiedelt war. Die Inszenierung wurde mittels Video-Konferenz-Schaltungen erarbeitet. Die Premiere wurde zwar vom ORF aufgezeichnet und ausgestrahlt, sie fand jedoch COVID-19-bedingt ohne Publikum statt. Die Presse lobte insbesondere die Interpretation der Kundry durch Elīna Garanča und das Dirigat Philippe Jordans, des neuen Musikdirektors der Staatsoper.
Im Oktober 2021 wurde sein im Hausarrest entstandenes Theaterstück Outside an der Berliner Schaubühne gezeigt. Darin verknüpft er die eigenen Erfahrungen der Repression mit den Erfahrungen des chinesischen Fotografen Ren Hang. Ebenfalls im Oktober 2021 führte er per Videoschaltung und Zoom Regie für die Inszenierung von Schostakowitschs Oper Die Nase an der Bayerischen Staatsoper.
Im Jahr 2021 wurde Serebrennikow mit seinem Spielfilm Petrov’s Flu zum zweiten Mal in den Wettbewerb um die Goldene Palme des Filmfestivals von Cannes eingeladen.
Im Januar 2022 traf er überraschend im Hamburger Thalia Theater ein, das eine Inszenierung der Erzählung Der schwarze Mönch von Anton Tschechow unter der Leitung von Serebrennikow plante. Die Proben mit russischen, deutschen, amerikanischen, armenischen und lettischen Künstlern hatten zunächst in Moskau begonnen. Seit dem 10. Januar 2022 stand Serebrennikow den Proben in Hamburg vor. Die Premiere war für den 22. Januar vorgesehen. Der Reiseerlaubnis nach Hamburg waren ein über vierjähriges striktes Reiseverbot und zahlreiche Inszenierungen per Zoom und Video in ganz Europa vorausgegangen.
Ebenfalls im Jahr 2022 erhielt Serebrennikow für seinen Spielfilm Tchaikovsky’s Wife zum dritten Male eine Einladung in den Wettbewerb des Filmfestivals von Cannes. 2023 inszeniert er Richard Wagners Lohengrin an der Pariser Nationaloper. Im Jahr 2024 wurde sein Spielfilm Limonov mit Ben Whishaw in der Titelrolle erneut für den Hauptwettbewerb von Cannes berücksichtigt. Bei den Salzburger Festspielen 2025 wird Serebrennikows Theaterstück Der Schneesturm aufgeführt, dass auf dem gleichnamigen Roman von Wladimir Georgijewitsch Sorokin basiert.

## Filmografie
- 2012: Ehebruch
- 2016: Der die Zeichen liest
- 2018: Leto
- 2021: Petrov’s Flu
- 2022: Tchaikovsky’s Wife
- 2024: Limonov: The Ballad
- 2025: Das Verschwinden des Josef Mengele

## Auszeichnungen
- 2017 Europäischer Theaterpreis für Neue Realitäten[27]
- 2018 Filmfestspiele von Cannes für die Filmmusik seines Spielfilms „Leto“
- 2019 Rolf-Mares-Preis für Nabucco an der Staatsoper Hamburg